# Unión Centroamericana de Fútbol
Unión Centroamericana de Fútbol (eller UNCAF, på engelsk: Central American Football Union) er en sportsorganisation for syv mellemamerikanske fodboldforbund, som endvidere er medlemmer af FIFAs regionale konføderation CONCACAF. Den primære funktion er at arrangere turneringer for henholdsvis lands- og klubhold, der samtidig fungerer som kvalifikationsturneringer til CONCACAFs egne turneringer. Organisationens administrative hovedsæde ligger i Guatemala City, Guatemala og den nuværende præsident er Rafael Tinoco (fra Guatemala), som afløste Julio Rocha (fra Nicaragua) i foråret 2007.
Organisationens samlede medlemsliste (pr. marts 2007) tæller de nationale fodboldforbund fra nedenstående syv lande:
| - Belize (FFB) - Costa Rica (FCF) - El Salvador (FSF) - Guatemala (FNFG) | - Honduras (FENAFUTH) - Nicaragua (FNF) - Panama (FPF) |

## UNCAF turneringer
UNCAF har arrangeret UNCAF Nations Cup (også kendt som Copa de Naciones de UNCAF) siden 1991, der samtidig fungerer som kvalifikationsturnering for CONCACAF Gold Cup, hvor de fem bedste landshold deltager. De bedste klubber deltager i UNCAF Club Tournament (og kendt som Copa Interclubes UNCAF) som har haft dets nuværende form siden 1999 og fungerer samtidig som kvalifikationsturnering for tre hold til CONCACAF Champions' Cup.
| Landshold: - UNCAF Nations Cup | Klubhold: - UNCAF Club Tournament |

## Ekstern henvisning
- UNCAFs officielle hjemmeside (på spansk)